# 電池パック

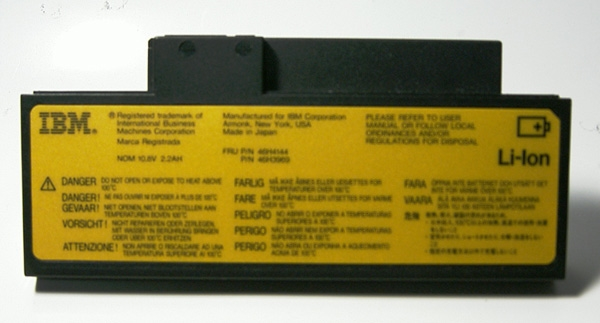
IBM用電池パック
（リチウムイオン二次電池）

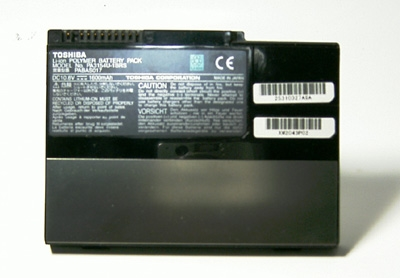
東芝用電池パック
（リチウムイオン二次電池）

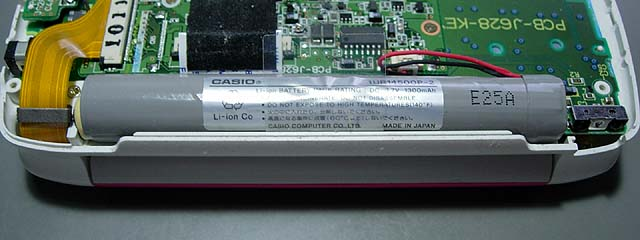
OEM用電池パック
（リチウムイオン二次電池）

電池パック（でんちパック）は、電池を取り扱いしやすいように何らかの容器でまとめたもの。バッテリーパックなどとも呼び、ほとんどは、複数の二次電池（充電用電池）で構成されている。

## 概要
大型の電卓、ノートパソコン、ポータブルオーディオ、カメラ、携帯電話など、小型ながら消費電力が大きなものに使われる。
真空管ラジオのB電源や写真撮影用のストロボに使われる積層電池と似通った語だが、積層電池は、高電圧を得るために複数の一次電池で構成している電池を指すことが多い。
電池パックは、大まかに分類して
- エンドユーザが扱うために丈夫な筐体（ほとんどが樹脂製）に収められたもの。
- OEM先のメーカーが最終製品の製造時に組み込むために、複数の電池を薄い樹脂で巻いたもの。エンドユーザによる交換は想定されていないため、電池を交換する場合はメーカーに返送する必要がある。

の2種類がある。

## 使用される二次電池
以前は単三型のニッケルカドミウム二次電池を使ったものがほとんどだったが、近年は同じ単三型でもリチウムイオン二次電池が主流になった。
市販の単三型、単四型二次電池の多くがニッケル水素二次電池を採用しているのは、不特定の機器に使用される乾電池の場合その特性がアルカリ乾電池に近い事が望ましいため。また、リチウムイオン二次電池は原料であるリチウムの特性上、製造・使用環境に問題があると燃焼・爆発する危険性もある。しかし、電池パックは使用機器が特定されるため、その機器に最適化した設計が可能である。